# Benedykt (Plaskin)
Benedykt, imię świeckie Wasilij Wasiliewicz Plaskin (ur. 11 marca?/24 marca 1900, zm. 30 kwietnia 1976 w Omsku) – rosyjski biskup prawosławny.

## Życiorys
Urodził się w rodzinie, w której mężczyźni tradycyjnie wstępowali do stanu duchownego. Ukończył I gimnazjum w Omsku ze złotym medalem i planował studia w Kazańskiej Akademii Duchownej. W 1919 został jednak wcielony do Armii Czerwonej, co uniemożliwiło mu realizację tych zamierzeń. Od 1920 do 1926 żył i pracował we Władywostoku. W 1927 wrócił do Omska. 27 maja 1930 biskup Arkadiusz (Jerszow), którego osobistym sekretarzem był wcześniej Wasilij Plaskin, przyjął od niego wieczyste śluby zakonne. 28 maja ten sam hierarcha wyświęcił go na hierodiakona, zaś 29 maja – na hieromnicha, kierując go równocześnie do pracy duszpasterskiej w cerkwi Ikony Matki Bożej „Znak” w Omsku. W 1935 duchowny służył w cerkwiach św. Michała Kłopskiego i św. Michała Archanioła w tym samym mieście. W 1936 otrzymał godność igumena.
Od 1936 do 1941 mieszkał w Tiumeni i utrzymywał się z pracy w urzędzie, nie wykonując obowiązków duszpasterskich.
Po ataku III Rzeszy na Związek Radziecki został wcielony do Armii Czerwonej. Walczył na froncie do 1943, gdy jako inwalida II grupy został zdemobilizowany. Od lutego 1944 do marca 1945 ponownie służył jako kapłan w cerkwiach Omska, od marca 1945 był dziekanem dekanatu omskiego. 25 grudnia 1945 otrzymał nominację na biskupa chabarowskiego i władywostockiego. Jego chirotonia odbyła się 30 stycznia 1946 w Nowosybirsku z udziałem konsekratorów: arcybiskupa nowosybirskiego i barnaułskiego Bartłomieja oraz biskupa swierdłowskiego i czelabińskiego Tobiasza. W 1947 został przeniesiony w stan spoczynku z powodu wpływających na niego skarg. W 1948 objął zarząd eparchii pietrozawodzkiej i ołonieckiej. Po roku na własną prośbę odszedł w stan spoczynku. Od 1955 do 1956 oraz od 1961 do 1962 był locum tenens eparchii omskiej. W 1962 na własną prośbę ponownie przeszedł w stan spoczynku i zamieszkał na stałe w Omsku, gdzie przebywał do swojej śmierci w 1976, po krótkiej chorobie.